# Apeba togata
Apeba togata là một loài bọ cánh cứng trong họ Cerambycidae.